# Queenslandiella
Queenslandiella  Domin é um género botânico pertencente à família Cyperaceae.

## Sinônimo
- Mariscopsis Cherm.

## Espécies
- Queenslandiella hyalina
- Queenslandiella mira